# Cratere Graff (Luna)
Graff è un cratere lunare di 36,16 km situato nella parte sud-occidentale della faccia visibile della Luna, a ovest della depressione chiamata Vallis Bouvard nella parte meridionale della regione ricoperta da materiali espulsi (ejecta) che circonda il Mare Orientale. A sud-sudovest è presente il piccolo cratere Catalán. A causa della sua posizione prossima al terminatore, la visibilità di questo cratere è affetta dalla librazione lunare.
Il bordo esterno è approssimativamente circolare, con una piccola protuberanza sul lato meridionale. Il bordo e le pareti interne non sono state erose in modo significativa e scendono verso un anello di detriti accumulati che circonda la superficie interna. Essa è irregolare e segnata da due piccoli crateri che giacciono vicino al punto centrale e a nordest.
Il cratere è dedicato all'astronomo tedesco Kasimir Romuald Graff.

## Crateri correlati
Alcuni crateri minori situati in prossimità di Graff sono convenzionalmente identificati, sulle mappe lunari, attraverso una lettera associata al nome.
| Graff | Coordinate            | Diametro (in km) |
| ----- | --------------------- | ---------------- |
| A     | 41°12′00″S 86°19′12″W | 22,41            |
| U     | 42°04′48″S 90°50′24″W | 20,4             |